# Mieczysław Szadkowski
Mieczysław Szadkowski (ur. 30 listopada 1920 w Zgierzu, zm. 3 stycznia 1990 w Łodzi) – polski artysta rzeźbiarz i rysownik, pedagog.
Żona Krystyna Szadkowska z domu Dąbrowska (1922–2018), malarka i projektantka przemysłowa. Syn Paweł,  grafik, malarz, rzeźbiarz.

## Życiorys
Studiował w latach 1946–1951 w Państwowej Wyższej Szkole Sztuk Plastycznych w Łodzi. Dyplom otrzymał w 1951 na Wydziale Architektury Wnętrz w specjalizacji rzeźby. Jego pedagogami byli prof. Władysław Strzemiński, prof. Jerzy Mazurczyk, prof. Stefan Wegner, prof. Marian Wimmer i prof. Stefan Derkowski.
Pracę w uczelni rozpoczął jako student w 1948. Pracował kolejno na stanowiskach: młodszego asystenta, zastępcy asystenta, adiunkta, starszego wykładowcy i od 1966 docenta habilitowanego na Wydziale Ubioru w PWSSP w Łodzi (przewód habilitacyjny w 1965 w ASP w Warszawie).
Od 1951 do 1987 pracował w łódzkiej uczelni jako pedagog Pracowni Rzeźby. Pełnił również funkcje:
1. Prodziekana Wydziału Ubioru w latach 1966–1969
2. Dziekana Wydziału Tkaniny w latach 1969–1971
3. Kierownika Zakładu Wybranych Zagadnień Plastycznych w latach 1971–1972
4. Kierownika Katedry Kształcenia Ogólnoplastycznego w latach 1972–1975

Zaplanowany w 1981 przewód na profesora nadzwyczajnego nie mógł być sfinalizowany z uwagi na pogarszający się stan zdrowia. Przeszedł na emeryturę 1 października 1987.
Tworzył w zakresie rzeźby kameralnej, monumentalnej i rysunku. Był autorem wielu prac rzeźbiarskich, w tym kilku pomników. Brał czynny udział w konkursach i wystawach okręgowych i ogólnopolskich, otrzymując wielokrotnie nagrody i wyróżnienia. Wiele jego prac zostało zakupionych przez Ministerstwo Kultury i Sztuki. Jego prace znajdują się w wielu instytucjach państwowych, m.in. Muzeum Sztuki w Łodzi i Muzeum Okręgowym w Piotrkowie Trybunalskim oraz w obiektach sakralnych.
Za swoje osiągnięcia dydaktyczno–artystyczne otrzymał trzykrotnie nagrodę Ministerstwa Kultury i Sztuki – III, II i I stopnia.
Za pracę dydaktyczno-twórczą został odznaczony:Krzyżem Kawalerskim Orderu Odrodzenia Polski, Złotym Krzyżem Zasługi, Medalem 40-lecia PRL, Honorową Odznaką Województwa Łódzkiego.

## Droga artystyczna

### Rzeźba
Fascynacja rzeźbą miała u Mieczysława Szadkowskiego złożony rodowód. W 1946 rozpoczął studia w PWSSP w Łodzi. Trafił do Pracowni Rzeźby prof. Jerzego Mazurczyka, gdzie opanował realistyczny warsztat rzeźbiarski, niezbędny w późniejszych realizacjach twórczych.
W tym jeszcze studenckim okresie powstały liczne prace – realistyczne kompozycje figuratywne, akty i głowy: „Dokerzy”, „Robotnik”, „Prządka”, akt „Klara”, tors kobiecy, „Głowa pani B.”
Podczas studiów, w ówczesnych latach w PWSSP w Łodzi powstał Wydział Plastyki Przestrzennej, której animatorem i twórcą programu był Władysław Strzemiński.
Wpływ na jego twórczość mieli dwaj wielcy współcześni rzeźbiarze: surrealista Jean Arp i wielki humanista Henry Moore.
W ostatnim okresie działalności rzeźbiarskiej przed 1980 r. powstały rzeźby i płaskorzeźby bardzo indywidualne. Powstały też duże realizacje rzeźbiarskie w terenie takie jak „Zwój tkaniny” – 5-metrowa kompozycja przed Zakładami Odzieżowymi „Teofilów” czy też całościenna płaskorzeźba w dawnej kawiarni „Bezdymka” przy Piotrkowskiej 178 w Łodzi.

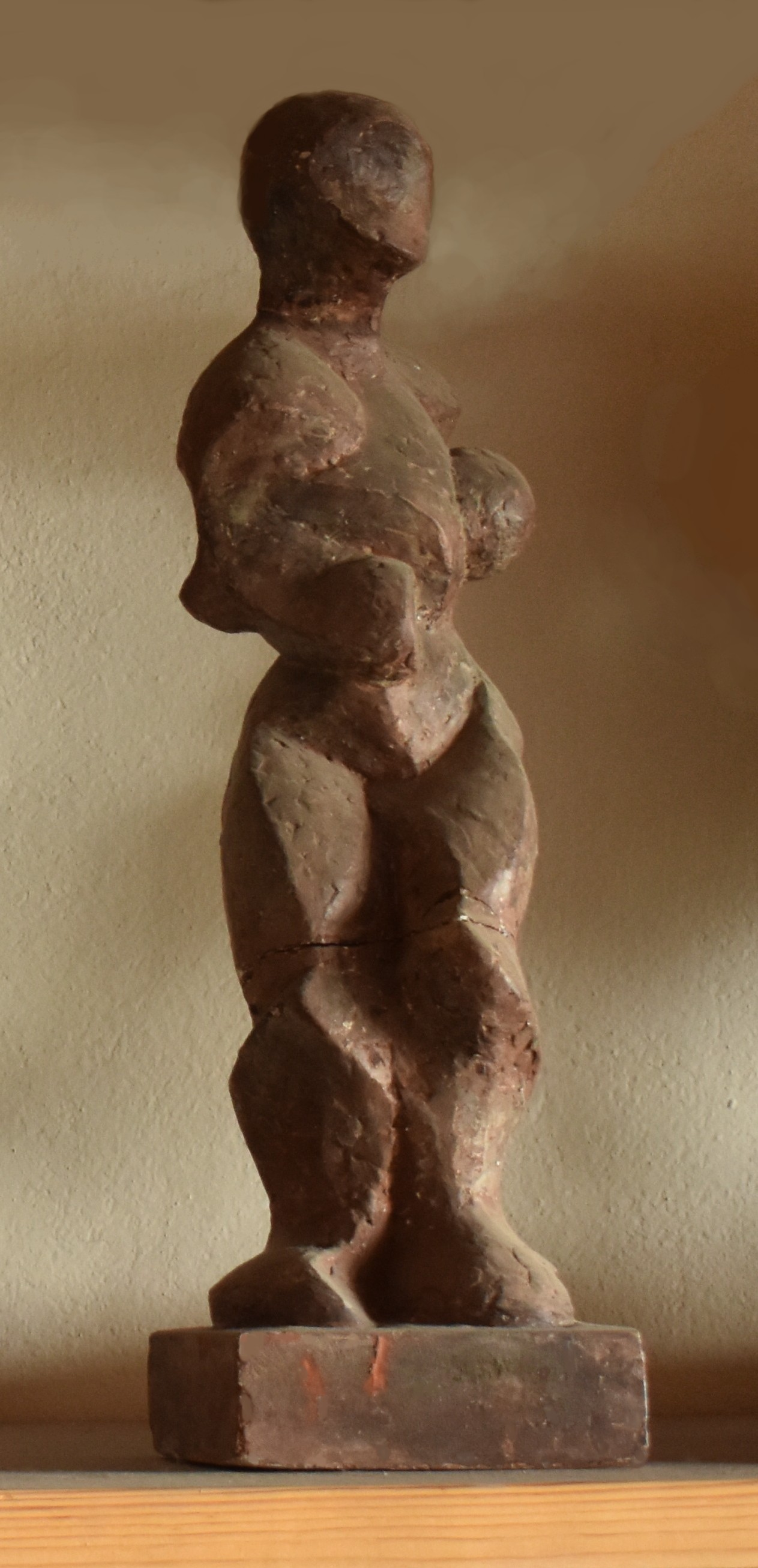
Bokser, gips patynowany, wys. 53 cm, 1947
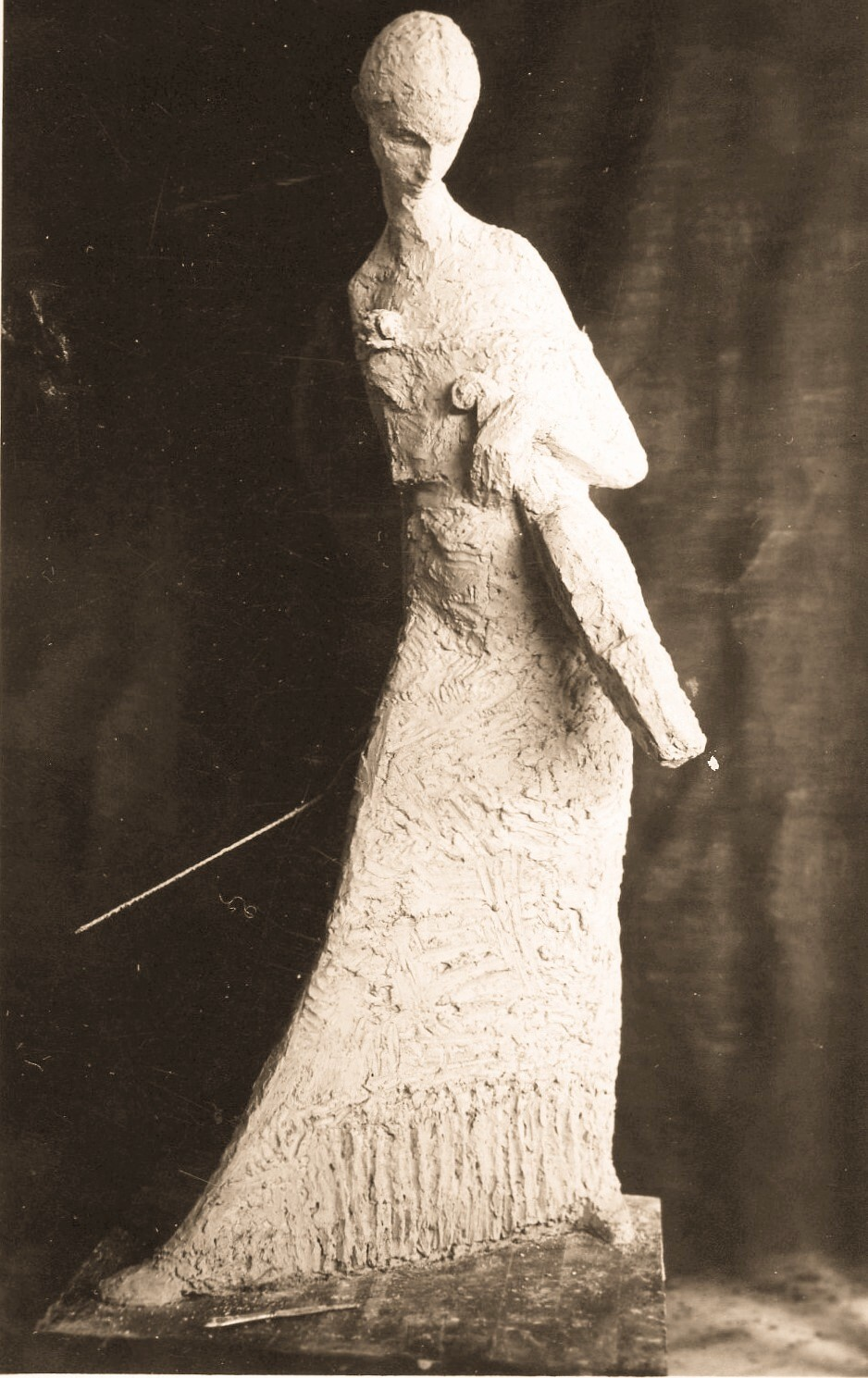
Skrzypaczka, gips, wys. 180 cm, 1956
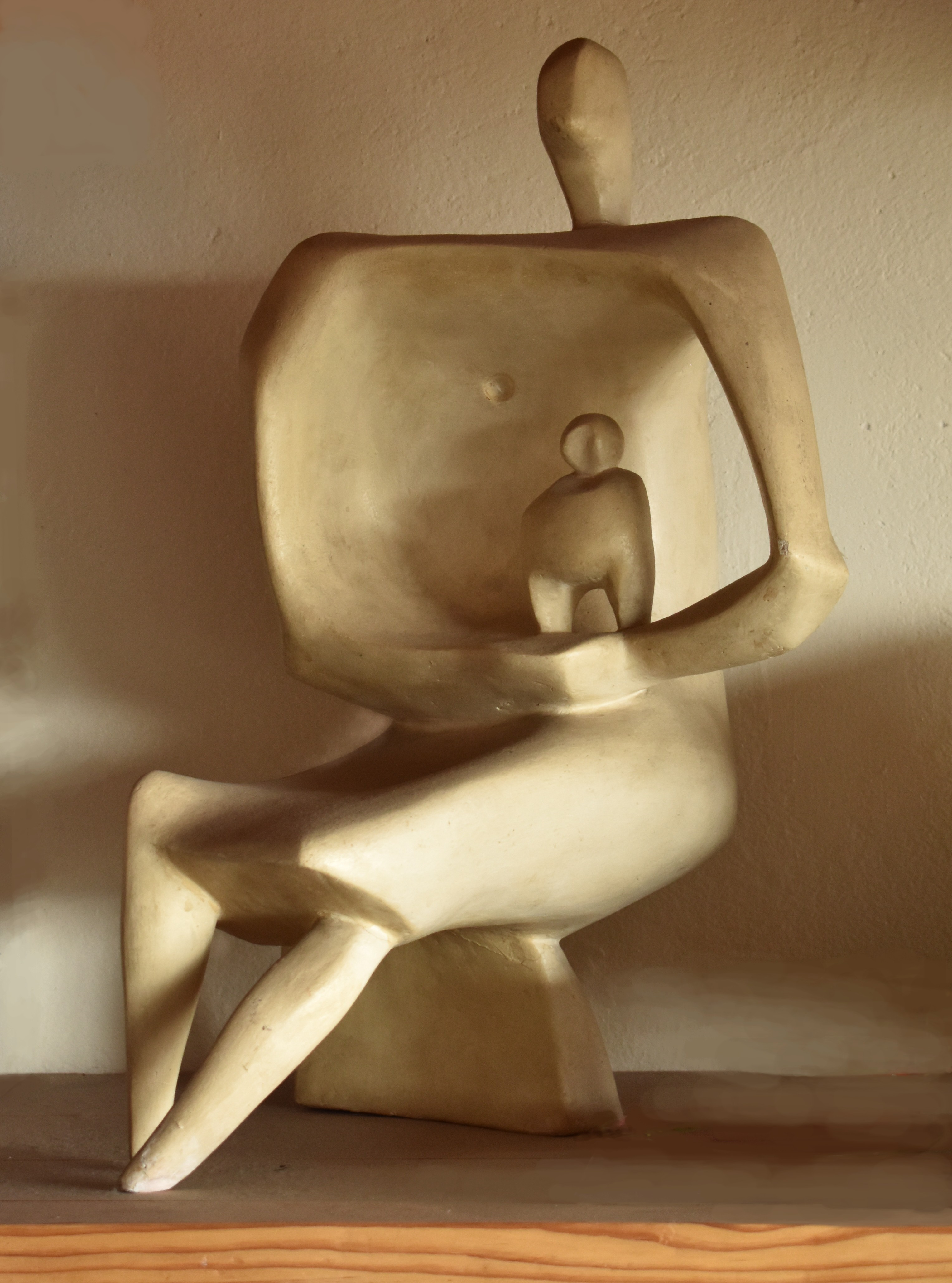
Macierzyństwo, gips, 1962
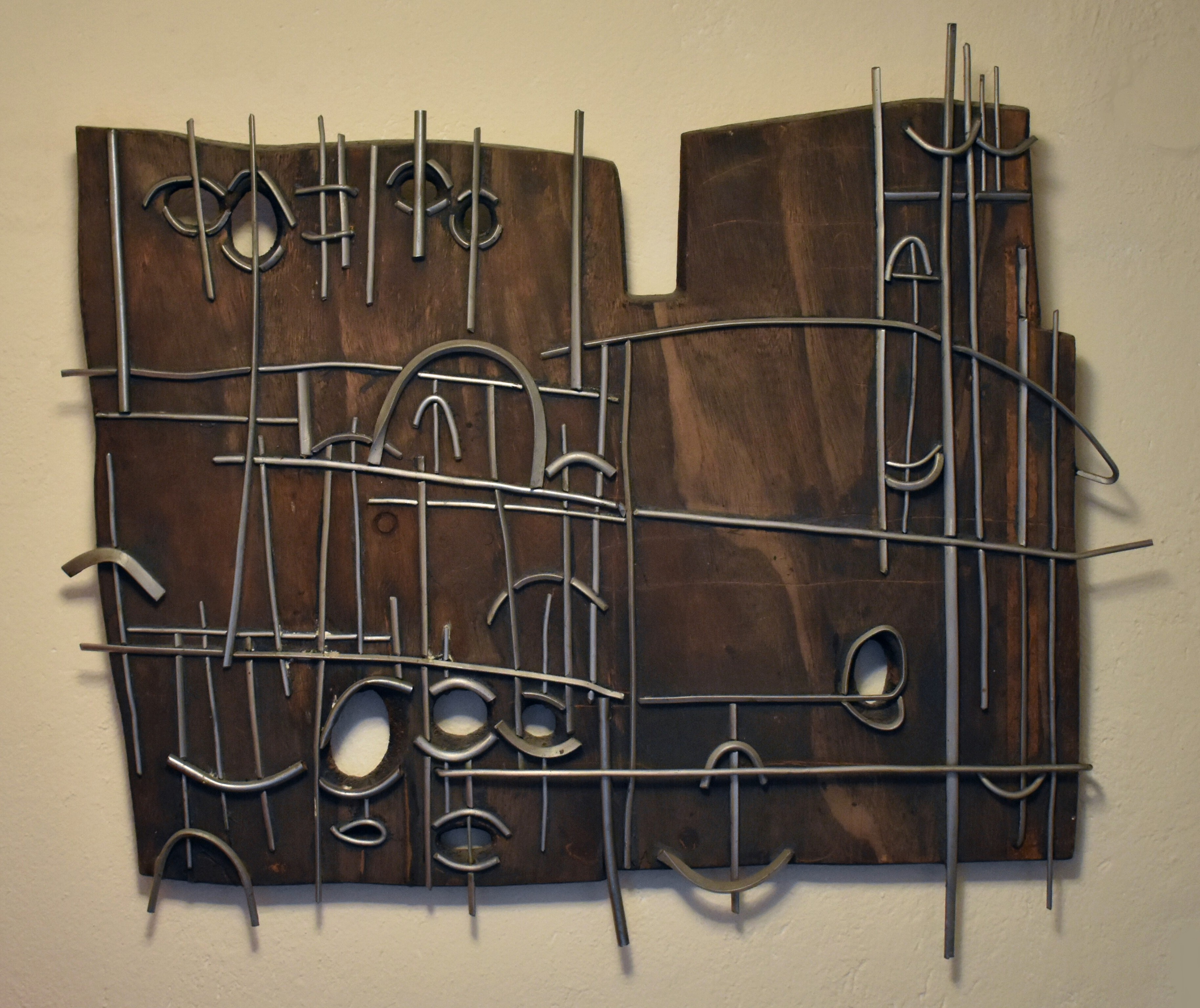
Kompozycja, drewno, metal, 50 x 85 cm, 1959
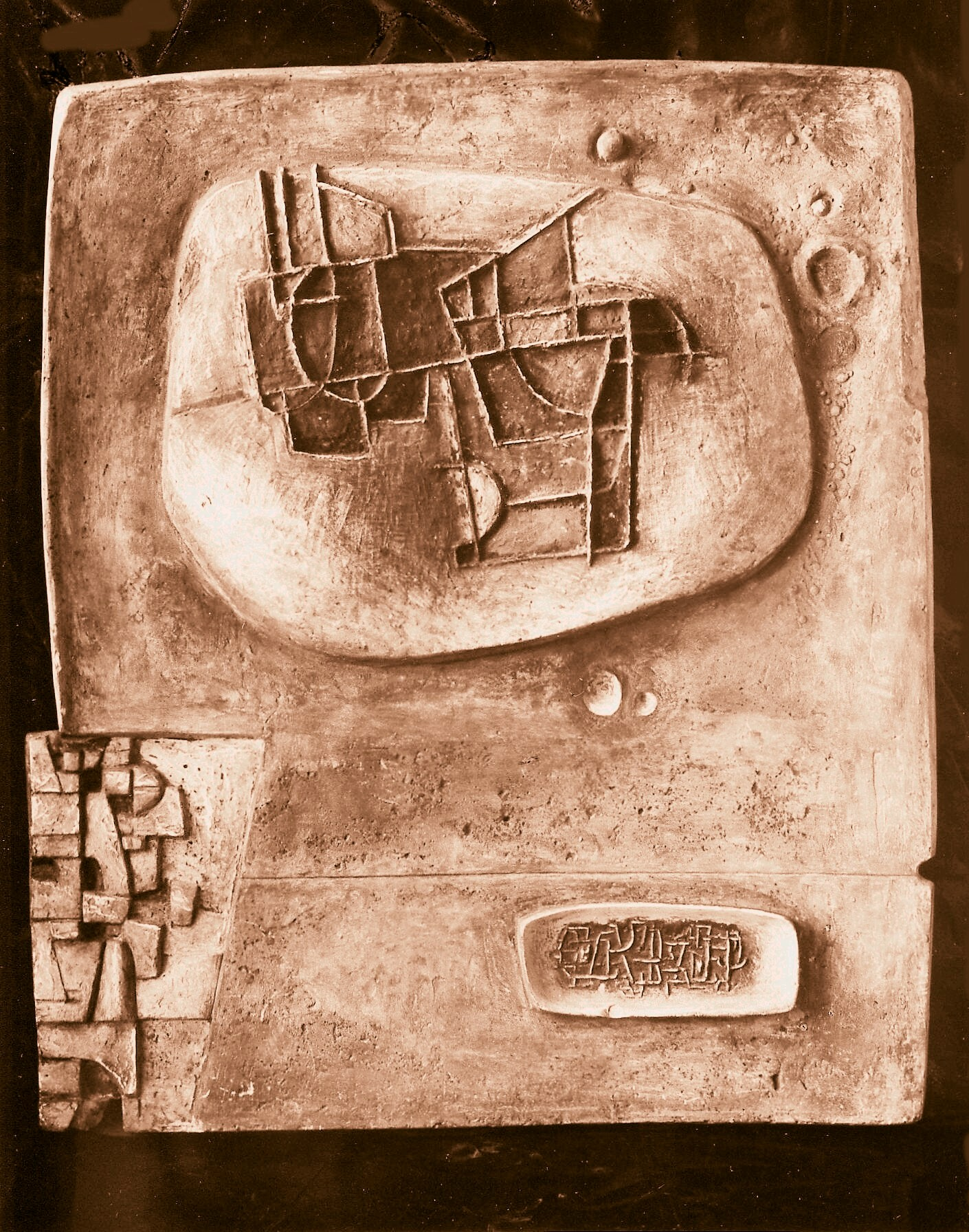
Płaskorzeźba, gips patynowany, 80 x 100 cm, 1962
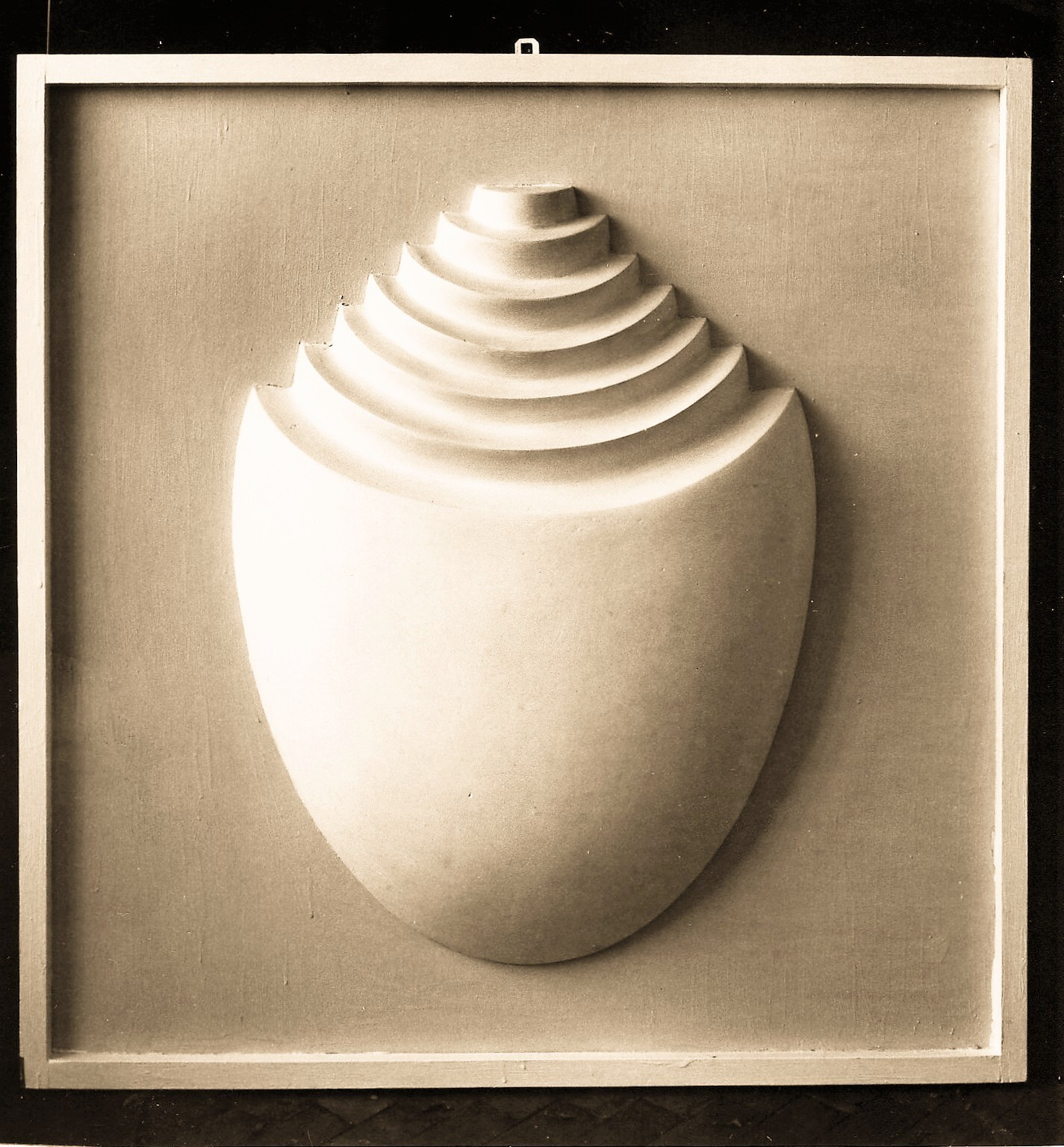
Kompozycja VIII, gips, drewno, 105 x 105 cm, 1972
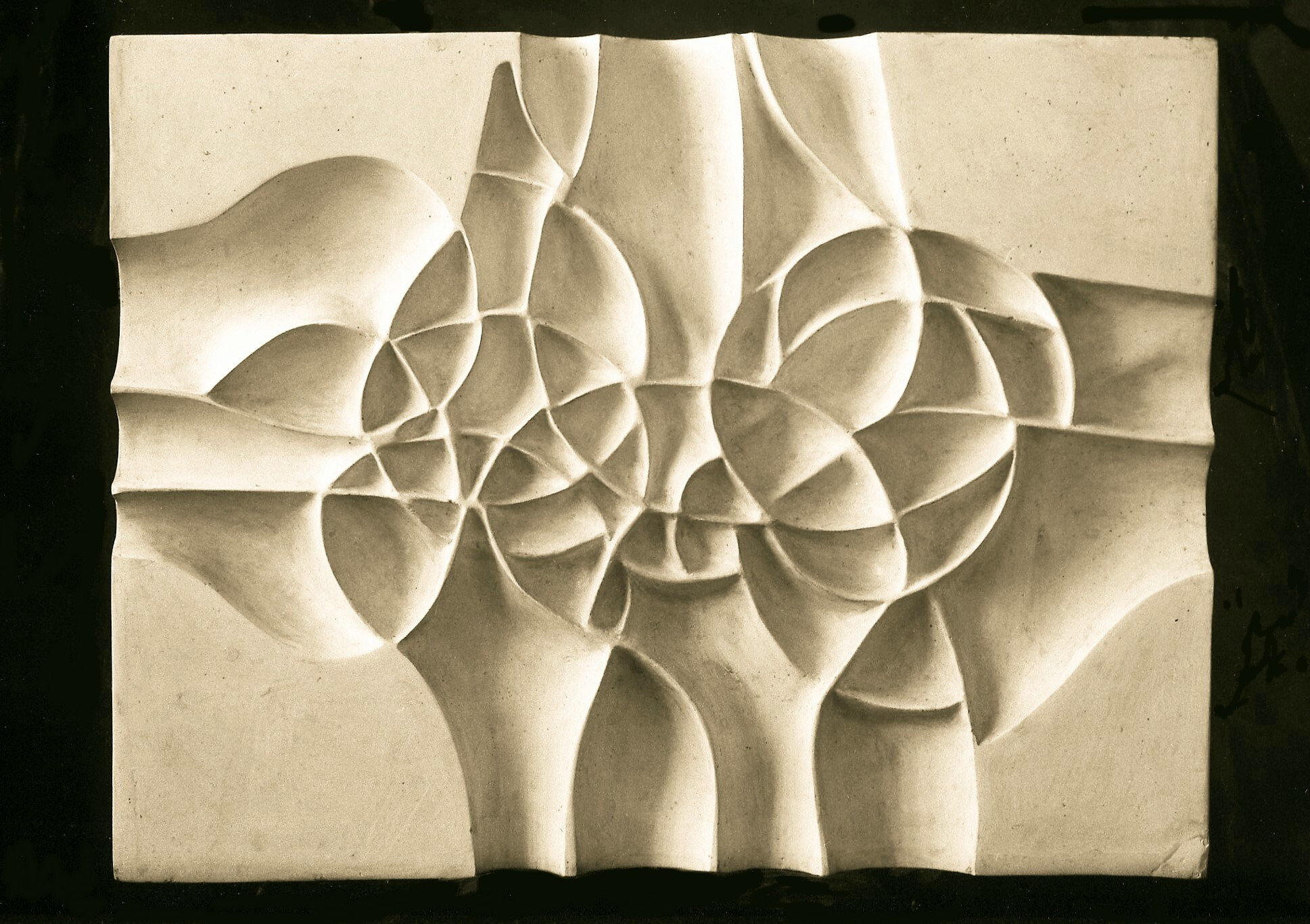
Płaskorzeźba, gips, 1980
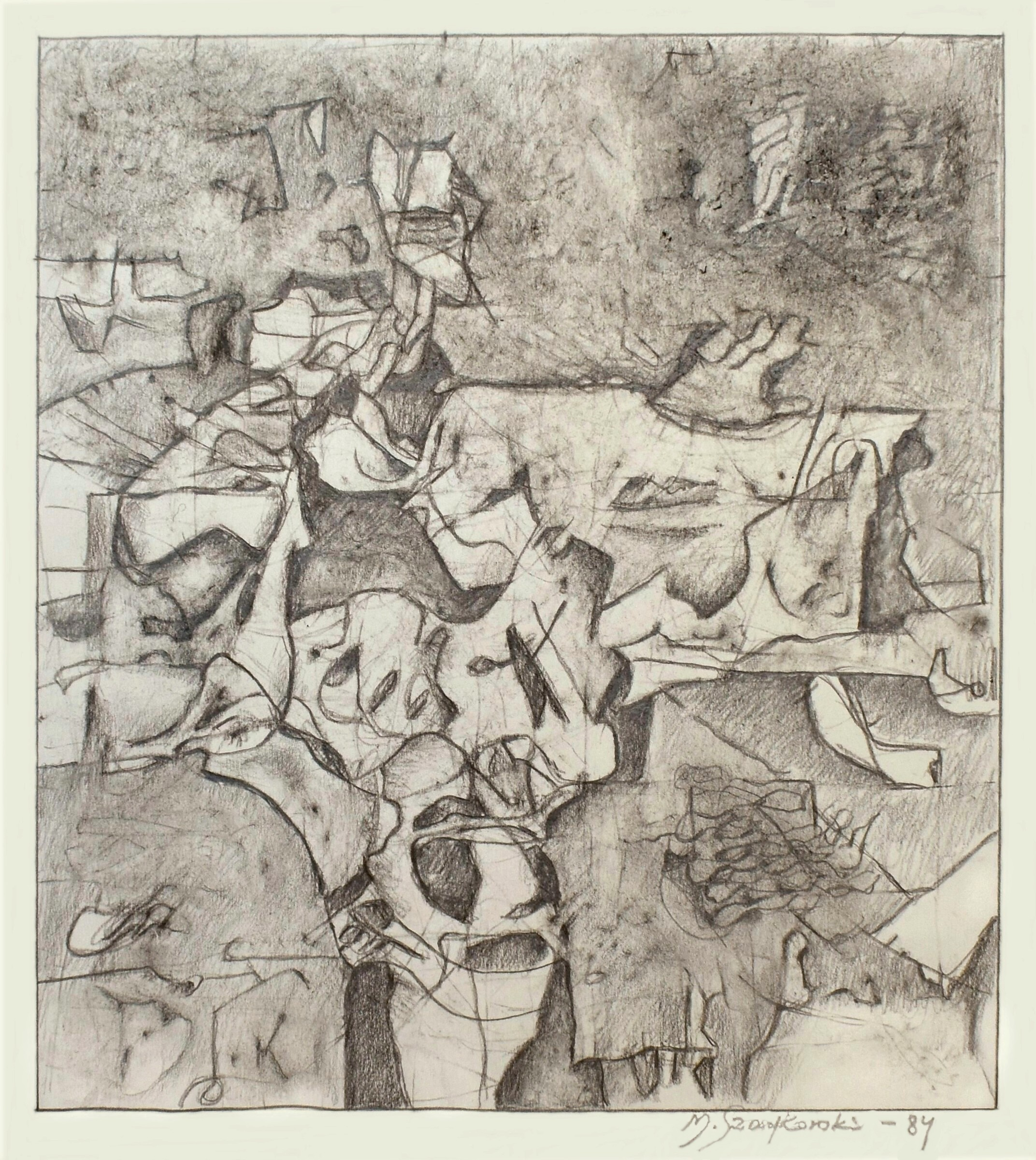
Rysunek, ołówek, 27,5 x 30,5 cm, 1984
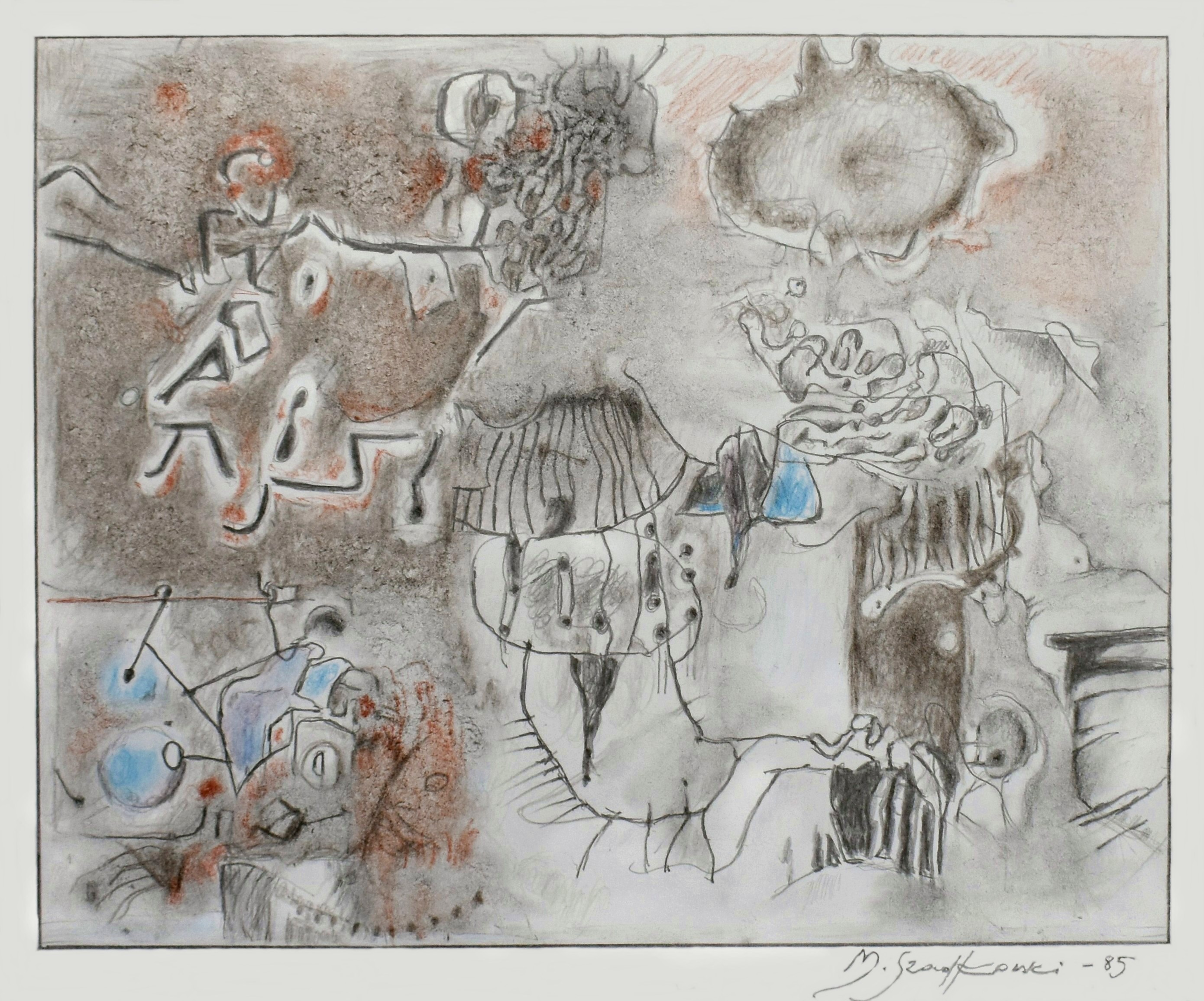
Rysunek ołówek, kredka, 32 x 25,5 cm, 1985
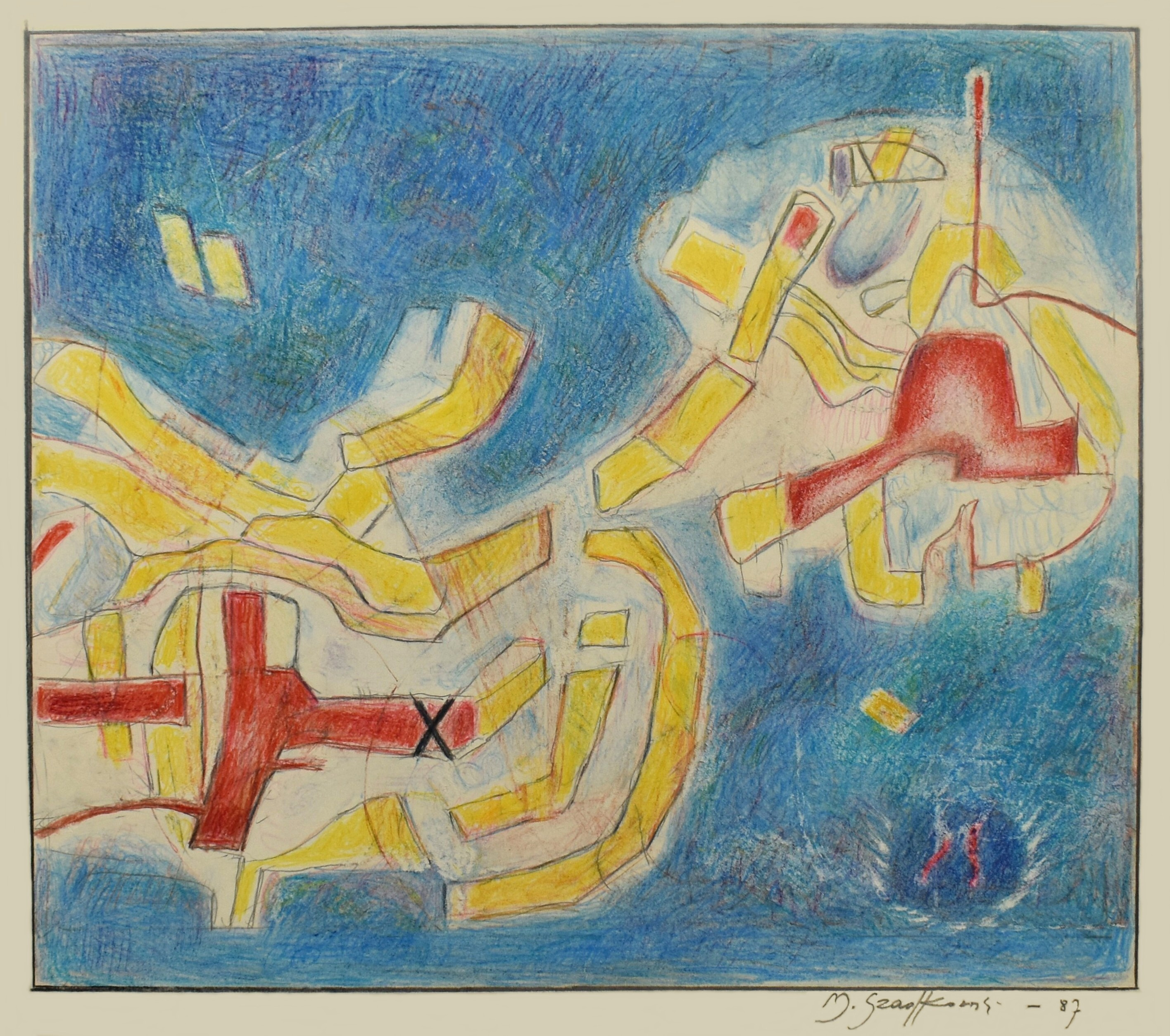
Rysunek kredką, 42 x 36,5 cm, 1987
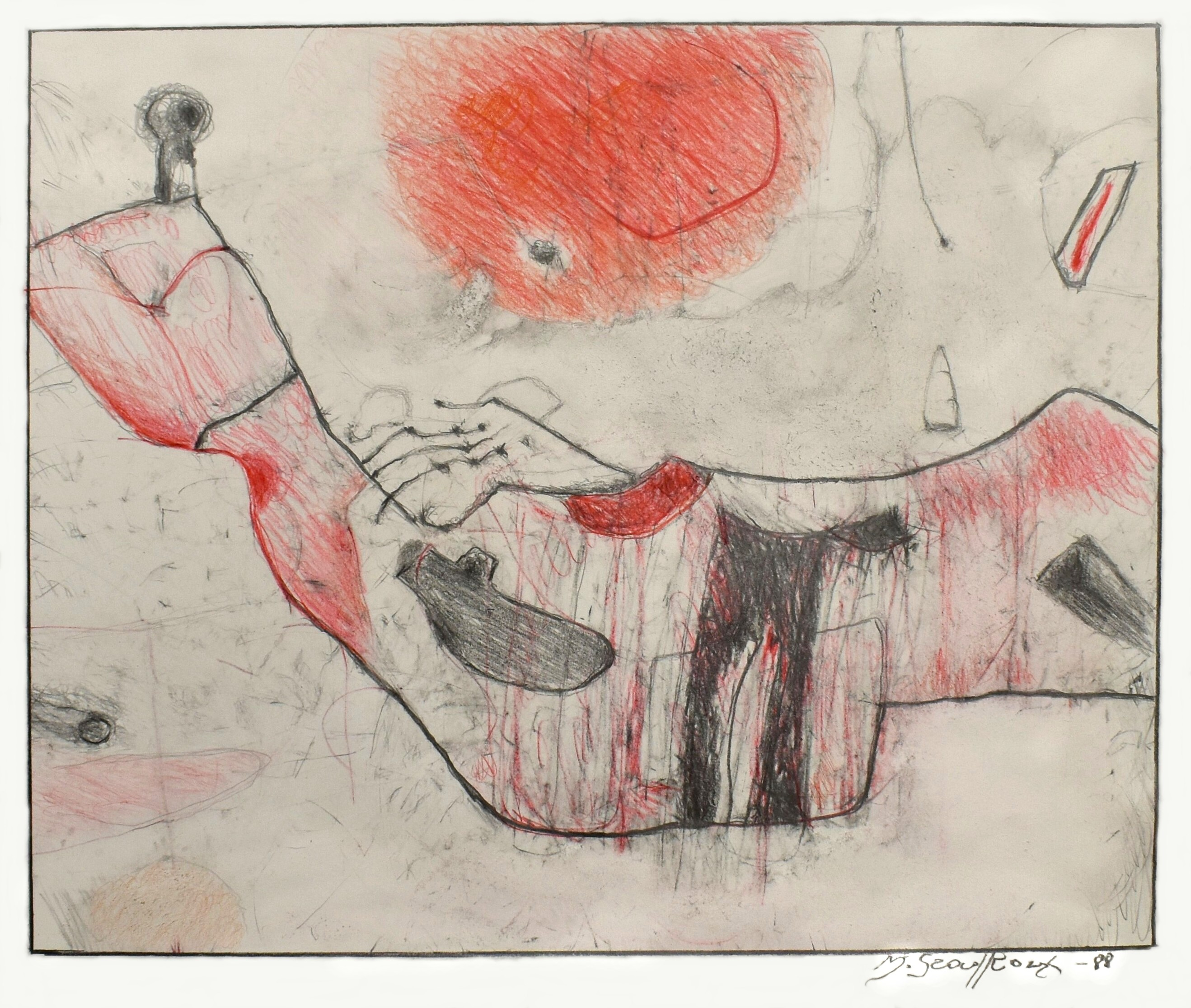
Rysunek ołówek, kredka, 41,5 x 34 cm, 1988
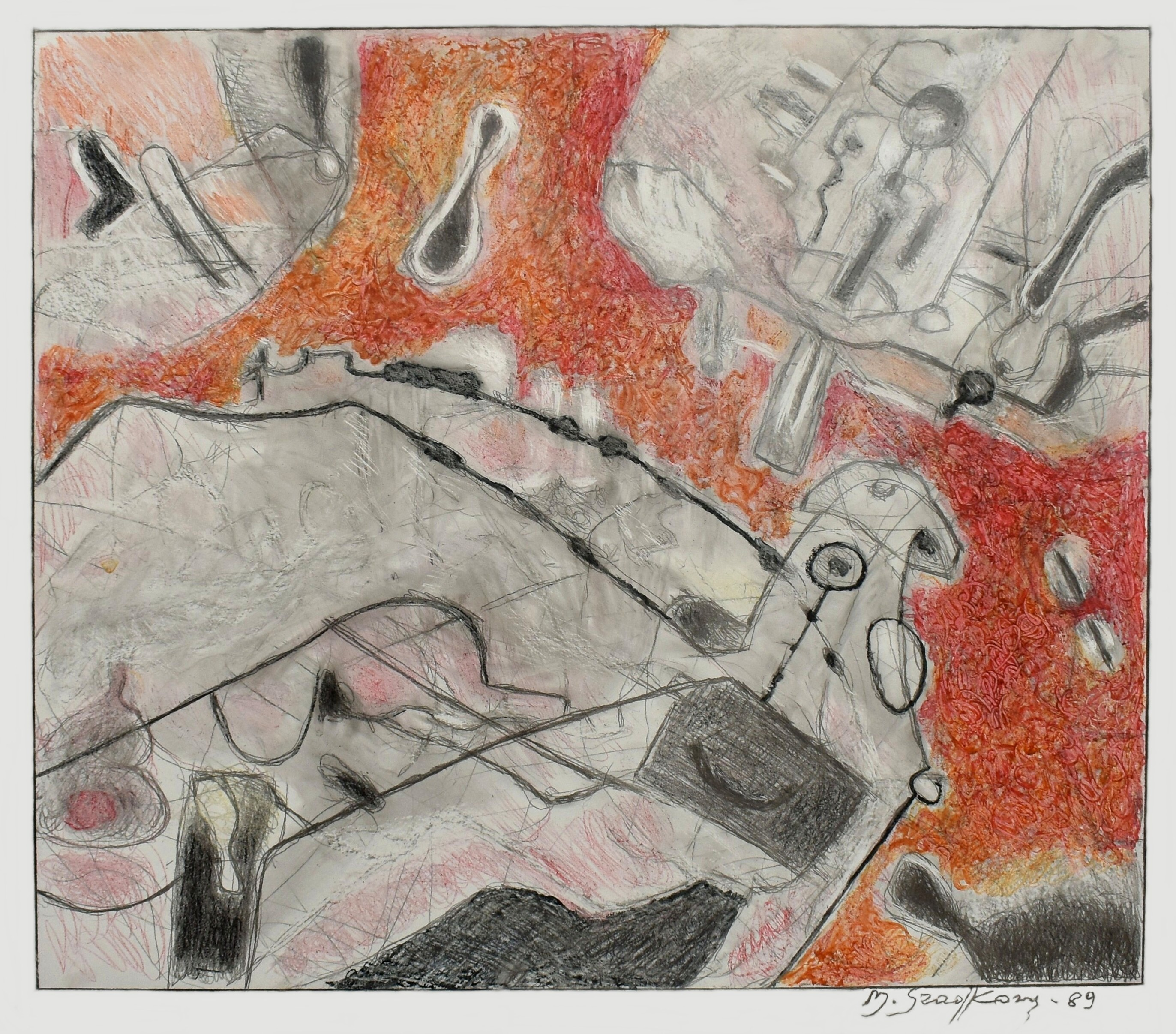
Rysunek ołówek, kredka, 42 x 36 cm, 1989

### Rysunek
Od 1980 r. z uwagi na zły stan zdrowia był zmuszony definitywnie zrezygnować z wysiłku fizycznego i zakończyć prace rzeźbiarskie. Wewnętrzną potrzebę wypowiedzi twórczej skierował wówczas w stronę rysunku. 

### Drogi wędrówek twórczych rysunku
| Cykl I 1980–1981   | Od 1980 r. dyscyplina rzeźbiarska miała ogromny wpływ na konstruowanie kompozycji rysunkowych. Szczególnie w początkowej fazie rysunki zostały inspirowane rzeźbą lub były przeznaczone do realizacji rzeźbiarskich – całościennych płaskorzeźb w drewnie lub ceramice, z zastosowaniem koloru. Powstały wtedy również rysunki kubizujące. |
| Cykl II 1982–1985  | To filozoficzna refleksja nad życiem i śmiercią. Artysta dostrzega dramat istnienia, jednak nie tragizuje go przepuszczając przez filtr liryzmu, który wycisza i łagodzi wzburzone emocje, wprowadza zwyczajność w podporządkowaniu się losowi Rysunki głównie czarno-białe, z lekką sepią, kolor wprowadzany bardzo oszczędnie            |
| Cykl III 1986–1989 | Rysunki stały się bardziej malarskie, a przedmioty miękkie, zwiewne, lekkie, przejrzyste. Został wprowadzony kolor. Nastąpiło uwolnienie od obsesji Cyklu II. |

Technika rysunków – ołówek, kredka sepia, kredki akwarelowe na papierze.

## Wystawy
- Udział we wszystkich wystawach okręgowych ZPAP w Łodzi w latach 1952–1973
- XII Festiwal w Sopocie, 1959 r.
- III Ogólnopolska Wystawa Sztuki Nowoczesnej, Warszawa, 1960 r.
- W XX-lecie Ludowego Wojska Polskiego, Wystawa Łódzkiego Okręgu ZPAP, BWA w Łodzi, 1963 r.

indywidualne:
- Wystawa rzeźby Mieczysława Szadkowskiego, Łódź, Piotrkowska 102, 1965 r.
- Mieczysław Szadkowski. Rysunki z lat 1984–1985, Salon Sztuki Współczesnej, Łódź, Piotrkowska 88, 1985 r.
- Mieczysław Szadkowski 1920–1990. Rzeźba, płaskorzeźba, rysunek Galeria Willa, Łódź, 1995 r.

## Katalog dzieł rzeźbiarskich i realizacji
1947
- „ Akt dziewczęcy”, gips, wys. 120 cm – Zakład Kąpielowy w Zgierzu
- „Bokser”, gips patynowany, wys. 53 cm
- „Głowa pani B.”, gips, wys. 40 cm
- „Głowa robotnika”, gips patynowany, wys. 100 cm (zakup MKiS)
- „Tors kobiecy”, gips, wys. 120 cm (zakup MKiS)

1948
- „Klara” – akt kobiecy, gips patynowany, wys. 180 cm
- Płaskorzeźba, gips patynowany, 90 x 80 cm (zakup prywatny)

1949
- Głowa Stefana Żeromskiego, brąz, wys. 80 cm (dla Liceum im. Stefana Żeromskiego w Zgierzu)

1952
- „Prządka” – popiersie, gips patynowany, 100 x 90 cm (zakup Państwowych Zakładów Włókienniczych)

1953
- „Protest robotniczy” – kompozycja figuralna, gips, 68 x 90 cm

1954
- „Chłopiec murzyński”, gips, wys. 80 cm
- „Wietnamczyk”, gips, wys.60 cm

1955
- Obraz – kompozycja, metal, 75 x 55 cm
- Płaskorzeźba owalna, ceramika kolorowa, 40 x 47 cm
- Rozeta czarna, ceramika, 35 cm
- Płaskorzeźba perłowa, ceramika, 70 x 90 cm (zakup prywatny)

1956
- Akt czarny, gips patynowany, wys. 70 cm
- „Na budowie” – kompozycja figuralna, gips, 50 x 90 cm
- „Skrzypaczka”, gips, wys. 180 cm (własność Filharmonii Łódzkiej)

1957
- „Pani z piórkiem” – popiersie, gips, wys. 50 cm (zakup MKiS)
- „Łuski” – płaskorzeźba, gips + ceramika (własność prywatna)

1958
- „Akt” – kompozycja, gips, 150 x 140 cm (własność Biblioteki Uniwersyteckiej w Łodzi)
- „Chopin” – popiersie, gips, 84 x 83 cm (zakup Wydziału Kultury i Sztuki w Łodzi)

1959
- „Narcyz – kwiat” – płaskorzeźba, drewno + metal + ceramika, 100 x 60 cm (zakup Muzeum Sztuki w Łodzi)
- „Mikołaj Kopernik” – płaskorzeźba, gips, 45 x 45 cm (własność prywatna)
- Kompozycja na drewnie z metalem, 90 x 60 cm
- Płaskorzeźba z metalem, 50 x 85 cm
- Płaskorzeźba I, gips patynowany, 100 x 80 cm
- Płaskorzeźba II, gips patynowany czarna, 65 x 35 cm
- Płaskorzeźba III, gips patynowany na drewnie, 70 x 50 cm
- „Pingwin”, gips, 48 cm

1960
- „Obraz z metalem” – płaskorzeźba, 70 x 90 cm (zakup Wydziału Kultury i Sztuki w Łodzi)
- „Dziewczyna z żaglówką”, gips, wys. 90 cm

1961
- „Niedźwiedź I”, gips, 50 x 70 cm (zakup MKiS)
- „Puszczanie latawca”, gips, wys. 120 cm (zakup)
- „Niedźwiedź II”, gips, 30 x 55 cm
- Płaskorzeźby i prześwity na murach okalających mauzoleum na Radogoszczu w Łodzi (z Zygmuntem Modzelewskim)

1962
- Płaskorzeźba na drewnie, gips patynowany sepia, 50 x 125 cm
- Płaskorzeźba patynowana czarna, gips, 35 x 65 cm
- Płaskorzeźba, kompozycja drewno+metal+gips, 66 x 36 cm
- Płaskorzeźba, kompozycja drewno+metal+gips, 80 x 52 cm
- Płaskorzeźba patynowana, gips sepia, 100 x 80 cm
- „Macierzyństwo”, gips patynowany, wys. 60 cm

1963
- „Dzieci” – kompozycja figuralna, gips, 80 cm
- „W polu” – kompozycja figuralna, żeliwo, 80 cm (zakup z wystawy XX-lecia Wojska Polskiego, Okręg łódzki ZPAP)
- „Glony” – płaskorzeźba, gips patynowany czarny, 100 x 80 cm

1964
- „Fatamorgana” – rzeźba, gips, 28 x 130 cm
- Kompozycja ogrodowa – rzeźba, gips, 200 x 35 cm
- „Kompozycja mała”, gips, 30 cm (własność prywatna)

1965
- „Rodzina I”, gips patynowany, wys. 80 cm (zakup Muzeum Okręgowego w Piotrkowie Tryb.)
- „Rodzina II”, gips patynowany, wys. 75 cm (zakup Muzeum Okręgowego w Piotrkowie Tryb.)
- Płaskorzeźba – obraz, technika mieszana, 106 x 82 cm

1966
- Kompozycja IV, drewno+metal, 60 x 50 cm
- Kompozycja V, drewno+metal, 70 x 50 cm
- Płaskorzeźba całościenna, drewno, 800 x 500 cm (świetlica Widzewskiej Fabryki Maszyn Włókienniczych WIFAMA w Łodzi)
- Akt, gips, 15 x 20 (własność prywatna)

1967
- Kompozycja X, technika mieszana, 60 x 85 cm
- Kompozycja XI, metal, 50 x 75 cm

1968
- „Perłowa klatka” – płaskorzeźba, gips+tworzywo szt., 100 x 65 cm (własność Muzeum Sztuki w Łodzi)

1969
- „Epoki” – kompozycja przestrzenna, drewno+ gips polichromowany, 135 x 95

1970
- „Roślina” – kompozycja przestrzenna, drewno+gips polichromowany, 110 x 95

1972
- „Ślady” – płaskorzeźba, gips patynowany czarny, 220 x 110 cm (zakup do świetlicy Osiedla Mieszkaniowego „Bawełna” w Łodzi)
- Głowa Zenona Hodora, gips, wys. 65 cm (własność prywatna, podarowana Filharmonii Łódzkiej)
- „Złota” – kompozycja przestrzenna, metal+pleksiglas, 60 x 50 cm

1973
- Kompozycja VIII „Biała” – płaskorzeźba, drewno + gips, 105 x 105 cm
- Kwatera Harcerzy „Szarych Szeregów” na Starym Cmentarzu przy ul. Ogrodowej w Łodzi, ściana – piaskowiec + granit, krzyż harcerski – brąz
- Pomnik „Ku czci pomordowanych Tramwajarzy Łódzkich 1939–1945” (Chocianowice – zajezdnia tramwajowa)
- Popiersie gen. K. Świerczewskiego, gips, wys. 83 cm (własność Liceum im. Generała Świerczewskiego w Łodzi)

1974
- Pomnik „Braterstwo broni” – Brzeziny, rynek

1976
- Popiersie błogosławionego Rafała Chmielewskiego, brąz, wys. 100 cm (własność parafii rzymskokatolickiej, Radogoszcz)
- Kompozycja VI „Ryt” – płaskorzeźba, gips patynowany, 80 x 60 cm

1977
- „Zwój tkaniny”, gips, 25 x 45 cm (projekt do realizacji przestrzennej)
- „Zwój tkaniny”-  rzeźba plenerowa, narzut powlekany tworzywem szt. 500 x 130 cm (Zakłady Odzieżowe „Teofilów” w Łodzi)

1979
- Figura Chrystusa dla kościoła w Koninie, tworzywo szt., wys. 185 cm

1980
- Realizacja płaskorzeźby całościennej w kawiarni „Bezdymka” w Łodzi, ul. Piotrkowska 178 (obecnie kwiaciarnia, płaskorzeźba zlikwidowana), zakup Akademii Medycznej w Łodzi, narzut gips
- Płaskorzeźba – projekt do realizacji ściany w kawiarni „Bezdymka”, gips 100 x 80 cm
- Płaskorzeźba czarno-biała, gips, 100 x 80 cm
- Płaskorzeźba biała, gips, 100 x 80 cm

Oraz:
- liczne pomniki nagrobne na różnych łódzkich cmentarzach
- tablice pamiątkowe z medalionami (płaskorzeźbami) i liternictwem (np. tablica na budynku Klubu Nauczyciela, Łódź, ul. Piotrkowska 137)
- medale pamiątkowe (np. medal na XXV Zjazd Radiologów Polskich)
- współudział w realizacjach rzeźbiarskich (m.in. przy realizacji Pomnika Ofiar Faszyzmu na Radogoszczu)